# Lucy (坂本真綾のアルバム)
Lucy（ルーシー）は、坂本真綾の3作目のオリジナルアルバム。

## 解説
- 前作『DIVE』から約2年3ヶ月振りにリリースされた。本作から徐々に坂本自身が作詞を担当する割合が高くなる。

- 収録曲のうち、アルバムタイトルにもなっている「Lucy」のみインストゥルメンタルとなっている。本作で発表後の2006年にほぼ日刊イトイ新聞で公開された作品『Say Hello! あのこによろしく。』[1]内で使用された。
- 「紅茶」は、2000年に菅野よう子が日本コカ・コーラ『紅茶花伝』CMソングとして発表した曲の完全版のカバーで、本作のために新たに詞をつけて収録している。
- 累計出荷枚数は4.3万枚。

## 収録曲
| 全作曲・編曲: 菅野よう子。 |                                |            |            |      |
| #                          | タイトル                       | 作詞       | 作曲・編曲 | 時間 |
| 1.                         | 「Lucy」                       |            | 菅野よう子 | 1:43 |
| 2.                         | 「マメシバ」                   | 坂本真綾   | 菅野よう子 | 6:07 |
| 3.                         | 「ストロボの空」               | 坂本真綾   | 菅野よう子 | 5:03 |
| 4.                         | 「アルカロイド」               | 坂本真綾   | 菅野よう子 | 4:09 |
| 5.                         | 「紅茶」                       | 坂本真綾   | 菅野よう子 | 5:31 |
| 6.                         | 「木登りと赤いスカート」       | 岩里祐穂   | 菅野よう子 | 5:35 |
| 7.                         | 「Life is good」               | Tim Jensen | 菅野よう子 | 4:13 |
| 8.                         | 「Honey bunny」                | 坂本真綾   | 菅野よう子 | 5:08 |
| 9.                         | 「Tシャツ」                    | 坂本真綾   | 菅野よう子 | 6:14 |
| 10.                        | 「空気と星」                   | 岩里祐穂   | 菅野よう子 | 5:21 |
| 11.                        | 「Rule〜色褪せない日々〜」     | 岩里祐穂   | 菅野よう子 | 5:29 |
| 12.                        | 「私は丘の上から花瓶を投げる」 | 坂本真綾   | 菅野よう子 | 4:44 |
| 合計時間:                  | 合計時間:                      | 合計時間:  | 59:17      |      |

## 参加ミュージシャン
- Drums：佐野康夫
- E.Bass：渡辺等・バカボン鈴木
- Guitars：今堀恒雄
- Keyboards：菅野よう子
- Synthesizer Manipulate：浦田恵司（アシスタント：田久保誠一）
- Saxes：菊地成孔
- Strings：篠崎正嗣Strings（東京）・Gavyn Wright Strings（ロンドン）
- Background Vocal：坂本真綾
- Angel Voice：山本千夏